# 13559 Werth
13559 Werth eller 1992 RD1 är en asteroid i huvudbältet som upptäcktes den 4 september 1992 av de båda tyska astronomen Freimut Börngen och Lutz D. Schmadel vid Tautenburg-observatoriet. Den är uppkallad efter journalisten Hildegard Werth.
Asteroiden har en diameter på ungefär 11 kilometer.